# Panthera leo melanochaita
Panthera leo melanochaita este o subspecie de leu care trăiește în Africa de Est și Africa Sudică.